# Stefano Salterio

Facciata del duomo di Montichiari. Le statue sono tutte opera di Stefano Salterio.

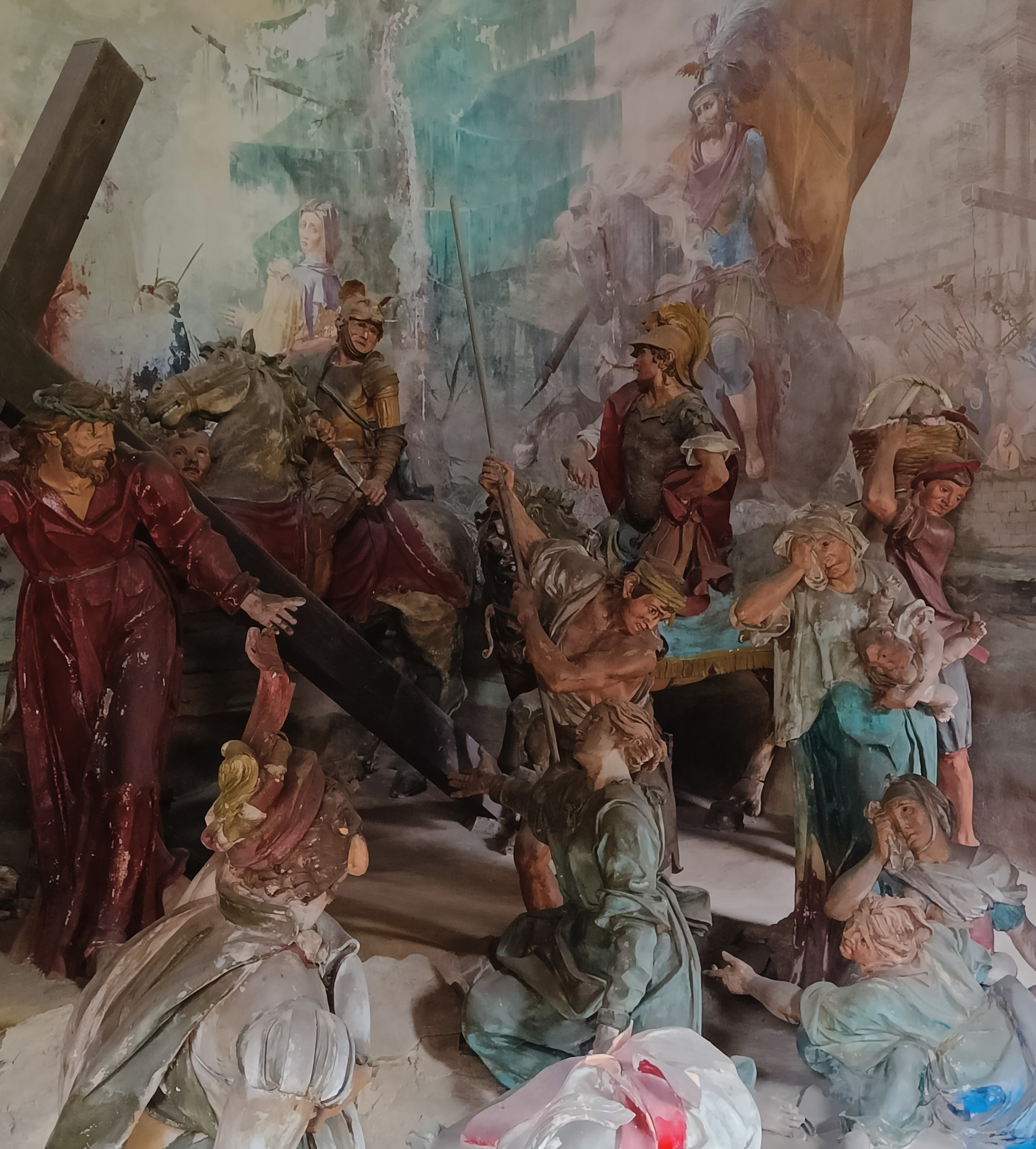
Sacro Monte Calvario di Domodossola, VIII cappella, statue di Stefano Salterio: Gesù con le donne di Gerusalemme.

Stefano Salterio (Laglio, 1730 – 1806) è stato uno scultore italiano.

## Biografia
Operò soprattutto nell'Italia settentrionale e sue opere si trovano al Sacro Monte di Domodossola, nella Chiesa di San Lorenzo a Brescia, nella Collegiata di San Giovanni a Morbegno, nella Chiesa di San Giorgio a Laglio, nella Chiesa di Santo Stefano a Dongo, nella chiesa di San Giorgio martire a Breda Cisoni di Sabbioneta. Alcune sue statue si trovano anche nel Santuario del Santissimo Crocifisso di Como. È stato inoltre autore della Fontana del Nettuno a Trento. Nella chiesa di San Vincenzo, Calcinato, sono possibili osservare le statue di Fede, Fortezza e gli Angeli.